# アブデル＝カデル・サリフ
アブデル=カデル・サリフ (Abdel=Kader Salifou, 1989年12月7日- ) はベナンの卓球選手。2020年4月の時点で世界ランキングは179位。

## 略歴
元フランス代表選手。2004年ブダペストで行われたヨーロッパユース選手権のカデットの部で団体優勝、2005年チェコのオストラヴァで行われた大会では同選手権のジュニアの部で団体優勝した。2007年のブラチスラヴァ大会ではジュニアの部ダブルスを制覇した。また混合ダブルスでは2005年の世界ジュニア卓球選手権リンツ大会でベスト4に残っている。2007年にアメリカのパロアルトで開かれた世界ジュニア選手権男子団体準決勝では中国から二点取るという活躍を見せ、同年のフランスオープンにおいては松下浩二を破った。世界選手権には2008年の広州大会で初出場を果たした。
2020-21シーズンはドイツ・ブンデスリーガ1部のバート・ケーニヒスホーフェンに所属していた。
2022-23シーズンはフランスリーグプロAのC' Chartres tennis de tableに所属していた
2024年9月28日、自身のInstagramでベナン代表としてプレーすることを発表した。

## プレースタイル
抜群の身体能力から来るフォアハンドドライブを得意とする。

## 主な戦績
- 2004年
  - ヨーロッパユース選手権ブダペスト大会 カデットの部 男子団体優勝
- 2005年
  - ヨーロッパユース選手権オストラヴァ大会 ジュニアの部 男子団体優勝
  - 世界ジュニア選手権リンツ大会 混合ダブルス ベスト4
- 2007年
  - ヨーロッパユース選手権ブラチスラヴァ大会 ジュニアの部 男子ダブルス優勝
- 2019年
  - セルビアオープン男子シングルス準優勝